# Jamovi
Jamovi (Eigenschreibweise jamovi) ist ein Computerprogramm zur Datenanalyse und Durchführung von statistischen Tests.
Jamovi ist ein Schwesterprojekt von JASP.

## Funktionsumfang
Jamovi enthält einige Funktionen für die deskriptive Statistik und deren grafische Darstellung sowie einige Regressionsanalysen (lineare und logistische Regression). Der Schwerpunkt liegt in der Durchführung von statistischen Tests (z. B. t-Test, ANOVA, ANCOVA). Außerdem sind Verfahren für Faktoren- und Hauptkomponentenanalyse verfügbar. Über Zusatzmodule können zahlreiche weitere Funktionen (z. B. Strukturgleichungsmodelle) hinzugefügt werden.
Im Vergleich zu JASP
- verzichtet Jamovi auf die Bayesschen Varianten der angebotenen Tests
- verfügt Jamovi über grundlegende Möglichkeiten der Datenmanipulation (Berechnen, Rekodieren etc.).

Jamovi kann Daten aus Textdateien (als CSV), aus Tabellenkalkulationen oder als Datendatei aus SPSS, SAS oder Stata einlesen.

## Bedienung
Die Bedienung ist vollständig menügeführt. Obwohl im Hintergrund Funktionen der Programmiersprache R verwendet werden, ist die Jamovi-Oberfläche von R unabhängig. Der Ergebnisbildschirm ist vertikal geteilt und die Analyseergebnisse werden bei Veränderung der Eingangsdaten in Echtzeit aktualisiert.